# 大李集镇
大李集镇，是中华人民共和国安徽省亳州市利辛县下辖的一个乡镇级行政单位。
大李集镇原名李集，1982年更为现名。旧时曾用名张杨镇、老李集。1949年属高集乡，1969年撤区并社时，成立李集公社，1982年改现名自今，隶属胡集区。1992年撤区并镇，由原胡集区大李集乡、院寺乡合并设立大李集镇。

## 行政区划
大李集镇下辖以下地区：
李集村、南街村、院寺村、解楼村、高大村、高集村、齐寨村、常青村、沈寨村、叶园村、永红村、吴寨村、路杨村和司郢村。